# Seven Thirty-Seven
Seven Thirty-Seven is de eerste aflevering van het tweede seizoen van de televisieserie Breaking Bad. De aflevering werd voor het eerst uitgezonden in de Verenigde Staten op 8 maart 2009.

## Verhaal
Walter en Jesse hebben er net een regeling met Tuco opzitten. Wanneer ze wegrijden, worden ze door Tuco tegengehouden. Walter moet een gewonde man helpen, maar schiet tekort. De man sterft en Tuco verplicht zijn handlanger om het lijk te doen verdwijnen. Aarzelend volgt hij het bevel op. Tuco vertrekt en laat Walter en Jesse met een slecht gevoel achter.
Wanneer Jesse dan denkt dat Tuco hem gaat achtervolgen, denkt Walter dat Jesse spoken ziet. Maar niet veel later begint ook Walter het gevoel te krijgen dat Tuco hen bespioneert. De twee willen geen risico's nemen en besluiten Tuco uit de weg te ruimen. Jesse koopt een vuurwapen, maar durft de loodzware taak niet aan. Walter wil Tuco daarom vergiftigen. Maar Tuco is hen te vlug af. Hij gijzelt Jesse en verplicht hem om langs het huis van Walter te rijden. Tuco ontvoert zijn twee drugsleveranciers.

## Cast
- Bryan Cranston - Walter H. White
- Anna Gunn - Skyler White
- Aaron Paul - Jesse Pinkman
- Dean Norris - Hank Schrader
- Betsy Brandt - Marie Schrader
- RJ Mitte - Walter White Jr.
- Raymond Cruz - Tuco
- Jesus Payan - Gonzo

## Titel
Deze aflevering begint met het beeld (in zwart-wit gefilmd) van een teddybeer die in water drijft. De vierde, de tiende en de dertiende aflevering beginnen met een gelijkaardig beeld. De titels van deze vier afleveringen vormen de zin Seven Thirty-Seven Down Over ABQ. Deze zin verwijst naar een belangrijke gebeurtenis uit de laatste aflevering van het seizoen. Deze gebeurtenis is tevens de aanleiding voor het beeld van de drijvende teddybeer.